# Mariano Moreno

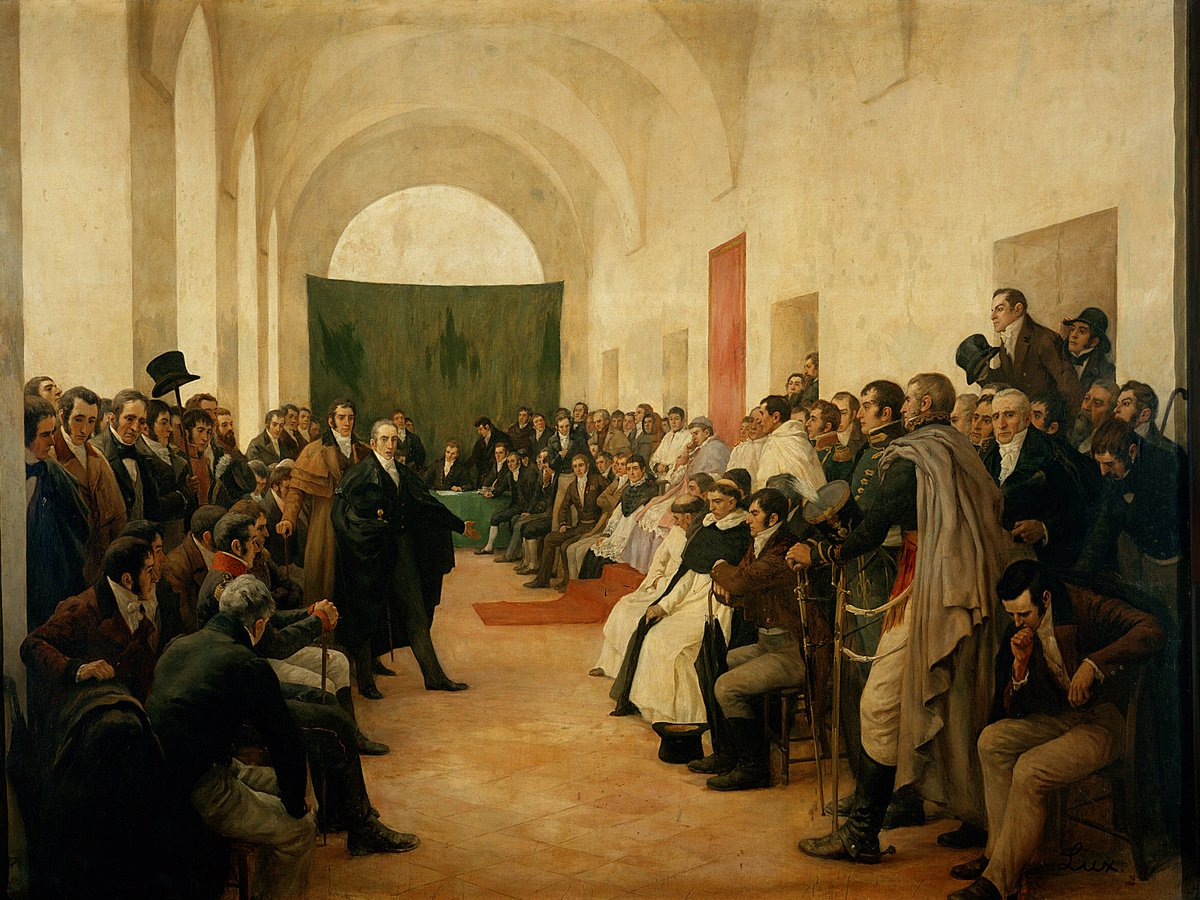
Cabildo abierto (22 de mayo de 1810). Óleo realizado por Pedro Subercaseaux bajo la dirección de Adolfo Carranza.La presencia de la iglesia es importante: el obispo Lué (con alfombra roja) y tres órdenes. Detrás de Paso esta Castelli. A la derecha, sentado en actitud pensativa, Moreno aparece como aislado del resto.

Mariano Moreno (Buenos Aires, 23 de septiembre de 1778- Alta mar, 4 de marzo de 1811) fue un doctor en leyes, periodista, político rioplatense, y uno de los principales ideólogos e impulsores de la Revolución de Mayo, que tuvo una destacada actuación como Secretario de Guerra y Gobierno de la Primera Junta, resultante de la misma.
Es ampliamente considerado uno de los abogados más influyentes de su generación. Se destacó por promover ideas liberales, radicales y contractualistas, defendiendo tanto el libre comercio como los derechos de los indios. Fue el autor de la Representación de los Hacendados a favor del restablecimiento de la libertad de comercio (que resultó ser el informe de economía política más completo de la época, en el cual describe en detalle la situación económica del Virreinato).
Fundó el periódico La Gazeta de Buenos Ayres (1810) siendo secretario de la Primera Junta —con la colaboración de Manuel Belgrano, Juan José Castelli y Manuel Alberti— y cuyo primer boletín oficial fue una traducción del Contrato Social de Jacques Rousseau, que él mismo realizó. 
Se opuso al carlotismo, proyecto que había propuesto la creación de una monarquía independiente cuyo titular sería la princesa Carlota Joaquina, hermana del rey Fernando VII de España y esposa del príncipe regente Juan de Portugal.
Luego de su alejamiento de la Junta fue designado como diplomático en Londres, pero falleció repentinamente a los 32 años en alta mar, a bordo de la fragata Fame. Su cuerpo fue envuelto en una bandera inglesa y arrojado a 120 kilómetros de la costa de Santa Catarina.

## Datos familiares
Fue el primero de catorce hijos que tuvieron Manuel Moreno y Argumosa, nacido en Santander, España, quien arribó a Buenos Aires en 1776, y Ana María Valle, una de las pocas mujeres que sabían leer y escribir en Buenos Aires. Mariano, no obstante, fue uno de los ocho hermanos que sobrevivieron a su nacimiento (pese a que de niño había contraído viruela, que lo tuvo al borde de la muerte y le dejó secuelas en su rostro). Sus abuelos maternos fueron Antonio Valle y Luisa Ramos, propietarios de importantes extensiones de tierras en la provincia de Buenos Aires.[cita requerida]
Era hermano de Manuel Moreno (político de larga trayectoria y embajador en Inglaterra), sobrino de Tomás Antonio Valle (de destacada actuación pública en tiempos del virreinato y en la Asamblea del Año XIII) y primo hermano de Ángel Salvadores, José María Salvadores, Gregorio Salvadores, Juan José Salvadores, Bonifacio Salvadores, Pedro Salvadores, Toribio Salvadores, Desiderio Salvadores, Lucio Salvadores y Manuel Antonio Salvadores, vinculados al Partido Unitario.

## Estudios
Moreno cursó sus estudios primarios en la escuela del Rey y secundarios en el Real Colegio de San Carlos. Uno de sus profesores fue Mariano Medrano, que le extendió un elogioso certificado de estudios, mientras que fray Cayetano José Rodríguez vio la vocación de Moreno por el estudio y se transformó en su protector. A tal efecto le dio acceso a la biblioteca del convento de San Francisco y lo puso en contacto con Felipe de Iriarte, sacerdote del Alto Perú, de visita ocasional en Buenos Aires, quien sugirió que debía continuar sus estudios universitarios en la Universidad Mayor, Real y Pontificia de San Francisco Xavier de Chuquisaca, a cuyo efecto le ofreció la protección del arzobispo de Chuquisaca, fray José Antonio de San Alberto, y una "mesada" o mensualidad para que pudiera pagar sus gastos en esa ciudad. Los padres, con gran esfuerzo, le costearon el viaje.
Después de un largo y penoso viaje de dos meses y medio de duración, en el que  debió hacer varias paradas demás por el reuma que padecía, llegó a Chuquisaca en 1800, tenía entonces 22 años, y se incorporó a la  Universidad Mayor, Real y Pontificia de San Francisco Xavier de Chuquisaca y a la Real Academia Carolina de Practicantes Juristas de Charcas. La Academia Carolina era una institución parauniversitaria, de asistencia obligatoria y cuyos objetivos eran dar a los alumnos conocimientos útiles sobre las leyes generales del Reino y municipales. El método utilizado era ir a las fuentes y no a los "comentarios" que se hacían de ellas y realizar prácticas de "casos" donde los alumnos desempeñaban distintas funciones que los familiarizaban con los diversos aspectos forenses y procesales.
Según consta en un certificado expedido en octubre de 1804, mientras Moreno cursaba sus prácticas en la Academia Carolina, fue distinguido, por sus "destacados méritos", como celador fiscal de esa institución. La función del cargo consistía en velar por el cumplimiento de las resoluciones del presidente, examinar la documentación requerida para el ingreso que presentaban los aspirantes, firmar los gastos que rendía el tesorero, hacer de maestro de ceremonias en los actos oficiales y tomar asiento al lado del presidente de la Academia.
Allí leyó también a los teóricos de la Ilustración europea: Montesquieu, Voltaire, Diderot y Rousseau, que ejercieron gran influencia en su pensamiento ideológico. Para comprender a estos autores en su lengua original estudió el idioma inglés y el francés, y tradujo algunas de sus obras. La traducción de El contrato social de Rousseau le llevó varios años y la editó recién en 1810 en la Gazeta de Buenos Ayres, con un prólogo de su autoría:

Si los pueblos no se ilustran, si no se vulgarizan sus derechos, si cada hombre no conoce lo que vale, lo que puede y lo que se le debe, nuevas ilusiones sucederán a las antiguas, y después de vacilar algún tiempo entre mil incertidumbres, será tal vez nuestra suerte mudar de tiranos sin destruir la tiranía

Este hombre inmortal que formó la admiración de su siglo y será asombro de todas las edades, fue quizás el primero que, disipando completamente las tinieblas con que el despotismo envolvía sus usurpaciones, puso en clara luz los derechos de los pueblos, y enseñándoles el verdadero origen de sus obligaciones, demostró las que correlativamente contraían los depositarios de sus gobiernos.

Bajo la tutela del canónigo Matías Terrazas, en cuya casa se hospedaba, conoció los textos de la Ilustración española, tales como los del jurista español Juan de Solórzano Pereira y Victorián de Villava, nombrado en 1790 como fiscal de la Real Audiencia de Charcas y que además tenía el título regio de protector natural de los Indios.

## Disertación jurídica sobre el servicio personal de los indios
Una de las características de la región del Alto Perú a fines del siglo XVIII fue el alto poblamiento y la conflictividad social indígena.
El cabildo de Cuzco, en agosto de 1768, advirtió el peligro que implicaba la "despiadada tiranía" que padecían los naturales por obra de corregidores y malos curas doctrineros. La insurgencia de Túpac Amaru y Túpac Katari en 1780, que fue sofocada por una cruenta y ejemplificadora reacción militar, no alteró las condiciones socioeconómicas que le dieron sustento, por lo que la tensión social se mantuvo.
Otro hecho importante fue el progresivo agotamiento de los establecimientos mineros de Potosí que desde su descubrimiento a mediados del siglo XV había sido un factor determinante en la economía local y virreinal. A partir del 1560 se hizo evidente que la explotación cada vez más intensiva de la mano de obra indígena constituía la condición sine qua non para obtener la rentabilidad de esas minas de plata.
En ese contexto, la presencia de docentes y alumnos de la  Universidad Mayor, Real y Pontificia de San Francisco Xavier de Chuquisaca, la Academia Carolina, profesionales y determinados funcionarios de la Audiencia de Charcas, crearon en Chuquisaca un ambiente de discusión vinculado al problema indígena, en especial la institución de la "mita" potosina definida por Villava como forma de "esclavitud temporal" y obligatoria de los indios destinados a servir en la explotación minera.
En 1793, el jurista Villava, al presenciar el traslado de miles de indígenas mitayos desde zonas más alejadas de lo permitido, con el consiguiente abandono de sus familias, elevó una denuncia al Consejo de Indias titulada Discurso sobre la mita de Potosí. En 1794, cuando los contenidos de esa presentación tomaron estado público por su difusión en pasquines, el intendente de Potosí, Francisco de Paula Sanz, asesorado por el doctor Pedro Vicente Cañete, rebatió con especial empeño los conceptos de Villava en un escrito denominado Contestación. Villava no se quedó atrás y en 1795 escribió la Contrarréplica. La polémica jurídica entre el fiscal que sostenía que los indígenas eran iguales a los "vasallos de Castilla" y el intendente que afirmaba que estos eran "siervos" por haber sido vencidos en una guerra de conquista, soslayaba lo que era el núcleo del problema: la necesidad de perpetuar en beneficio de propietarios, arrendatarios, azogueros y otros, la apropiación e intensificación de la fuerza de trabajo indígena con bajo o ningún costo, para mantener así la renta minera.
Dos partidos surgieron de estas controversias jurídicas y que los intereses en juego derivaron en ataques personales y en peligrosas acusaciones:
1. Los que sostenían la derogación de la mita: la Real Audiencia, el fiscal Villava, el arzobispo San Alberto, Terrazas y los explotados mitayos.
2. Los que querían mantenerla: el intendente Sanz, su asesor Cañete, ciertos funcionarios y clero, dueños de las minas, arrendatarios y el gremio de azogueros.

Cuando Moreno llegó a Chuquisaca estos dos grupos ya estaban constituidos. La posición ideológica y la exposición que realizaría dos años después en la Academia tiene influencias de su protector, el arzobispo San Alberto, de Terrazas, en cuya casa se hospedaba, y fundamentalmente de Villava, su profesor en la universidad. Además, en su visita a Potosí, pudo constatar lo que era de público conocimiento: la espantosa explotación a la que eran sometidos los indígenas bajo las condiciones que había alcanzado la mita en la etapa tardo colonial.
El 12 de agosto de 1802 presentó en la Academia Carolina una Disertación jurídica sobre el servicio personal de los indios en general y sobre el particular de yanaconas y mitarios. El tema que eligió Moreno era conflictivo, de gran actualidad y sobre el que se habían desarrollado graves polémicas en años anteriores.
Después de describir los antecedentes históricos de la explotación en la minería en general y del yanaconazgo y la mita en particular, realizó un detallado análisis de las Leyes de Indias que consideraban a los indios como hombres libres y que habían sido revocadas por cédulas posteriores o acciones de facto contrarias a las mismas. Siguiendo a su maestro Villava, a quien citó en dos oportunidades, detalló la violencia que se ejercía sobre los indígenas para realizar tareas contra su voluntad y criticó las supuestas ventajas de darles "trabajo" obligatorio para corregir la supuesta "haraganería" de estos. Luego contrapuso la utilidad que generaba la explotación versus la resistencia de los trabajadores a una prestación que calificó como "repugnante".
Para demostrar la vigencia del tema puso como ejemplo dos casos recientes:
- El de los indios de Siporo, que exigían su liberación del yanaconazgo en contra de los dueños de una hacienda.
- El nuevo otorgamiento de mita a un tal Luis Orueta, azoguero de Potosí, caso que había provocado "con mayor ardor" la reacción de los pobladores de Chayanta.

Desde el descubrimiento empezó la malicia a perseguir unos hombres que no tuvieron otro delito que haber nacido en unas tierras que la naturaleza enriqueció con opulencia y que prefieren dejar sus pueblos que sujetarse a las opresiones y servicios de sus amos, jueces y curas. Se ve continuamente sacarse violentamente a estos infelices de sus hogares y patrias, para venir a ser víctimas de una disimulada inmolación. Se ven precisados a entrar por conductos estrechos y subterráneos cargando sobre sus hombros los alimentos y herramientas necesarias para su labor, a estar encerrados por muchos días, a sacar después los metales que han excavado sobre sus propias espaldas, con notoria infracción de las leyes, que prohíben que aún voluntariamente puedan llevar cargas sobre sus hombros, padecimientos que, unidos al mal trato que les es consiguiente, ocasionan que de las cuatro partes de indios que salen de la mina, rara vez regresen a sus patrias las tres enteras. Disertación jurídica sobre el servicio personal de los indios en general y sobre el particular de yanaconas y mitarios en (Moreno, 1915)

Moreno finalizó su exposición sosteniendo de que así como se habían eliminado las encomiendas por ser "poco conformes a la libertad y privilegios de los indios, se puede esperar lo mismo con el servicio de la mita".
El 3 de febrero de 1804, Moreno se presentó a dar su primer examen "de salida" en la Academia Carolina. Era el último examen de "teórica" y su disertación versó sobre una de las leyes de Toro, tema frecuente en esa institución a fines de 1803 y comienzos de 1804. La ley sobre la que disertó Moreno fue la número XIV [6.ª, título 9, libro V de la Recopilación] que trataba sobre el derecho al patrimonio de los consortes que contraían nuevas nupcias. Con mesura, referencias a comentaristas y estilo escolástico, Moreno presentó su análisis a los examinadores. Su presentación finalizó con una extraña justificación y pedido personal: 

Notorios males han arruinado en mi los escasos conocimientos que había adquirido y en mucho tiempo estaré inhábil para mi reposición. Si con este triste recuerdo logro excitar hacia mi vuestra conmiseración, yo habría recogido en ellos un abundante fruto. (Moreno, 1915, p. 76)

Levene, por error, fechó el examen en 1802 (lo que otros historiadores repitieron), lo consideró como "examen universitario" aunque no lo era y ubicó como lugar la Audiencia de Charcas en lugar de la Academia Carolina.
Entre 1803 y 1804 realizó sus prácticas profesionales en el estudio de Esteban Agustín Gazcón [Gascón], oficiando como abogado defensor de indios contra abusos de sus patrones, llegando a inculpar a poderosos personajes como al intendente de Cochabamba y al alcalde de Chayanta.

## Matrimonio

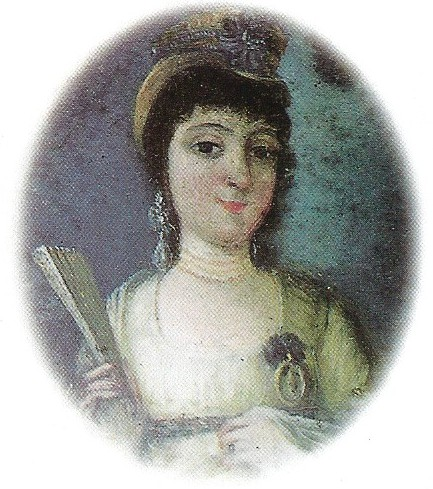
María Guadalupe Cuenca, esposa de Mariano Moreno.

A comienzos de 1804, Moreno conoció a María Guadalupe Cuenca, de 14 años, hija de una viuda de Chuquisaca criada en un monasterio de monjas. Pocos meses después, el 20 de mayo de 1804, y pese a la oposición de la madre de María, se casaron en la catedral de Chuquisaca. La ceremonia corrió a cargo de Matías Terrazas, canónigo magistral, con licencia del cura rector más antiguo de la misma. Entre los testigos del casamiento figuraron: el presbítero José Antonio Medina, profesor de la universidad; el doctor Manuel Josef Antequera y el doctor Pedro Josef Agrelo. Medina será uno de los firmantes de la proclama revolucionaria en la Paz en 1809 y miembro de la Junta Tuitiva.

## Regreso a Buenos Aires
En septiembre de 1805 Mariano Moreno llegó a Buenos Aires junto con su esposa y su hijo de ocho meses, "Marianito", yendo a vivir al hogar de sus padres. Según Manuel Moreno, salvo para los que heredaban una importante fortuna, las profesiones a las que se podían acceder en el virreinato eran tres: la eclesiástica, que reunía el honor con la pobreza; la milicia, que unía la pobreza con la corrupción; y la abogacía, que requería mucha inversión previa, tanto material como intelectual, con un rendimiento a largo plazo. Una de las consecuencias de la Reforma universitaria de Carlos III fue que a fines del siglo XVIII y comienzos del siguiente, surgieron una "multitud de abogados", la mayoría de ellos españoles americanos. Para contener este fenómeno económico-social, el 22 de diciembre de 1802, se dictó en Buenos Aires una disposición general para limitar lo que fue calificado como de "grave perjuicio del público, buen gobierno y administración de justicia". A tal efecto se pidió a las audiencias que informaran el número de abogados en cada una de las jurisdicciones. Al año siguiente, la Audiencia de Buenos Aires determinó las cantidades máximas en cada una de ellas. A estas limitaciones en el número se exigieron otros requisitos como la autorización previa del lugar donde ejercerían su oficio. Para mejorar la formación de estos profesionales se trató de evitar las lecturas de "obras arriesgadas y perniciosas".
En 1802, cuando Moreno estaba cursando sus estudios en Chuquisaca, Buenos Aires tenía 98 abogados en ejercicio que aumentaron a 152 en los 8 años siguientes. Entre los abogados de prestigio estaban Chiclana, que ejercía desde 1788; Castelli, desde 1791; y Paso y Echavarria, desde 1802. En este entorno de limitaciones y calificada competencia, Moreno logró su habilitación al poco tiempo de su llegada. En el informe de la Suprema Corte de Justicia firmada por Villota consta que fue eximido de los cuatro años de prácticas obligatorias por su competente actuación en Chuquisaca. Su nombre figuró en la lista de abogados matriculados en la Audiencia de Buenos Aires al mes de noviembre de 1805.
En 1806 tuvo lugar la primera de las dos Invasiones Inglesas al Río de la Plata, durante las cuales Buenos Aires fue ocupada por una fuerza militar británica. Aunque Moreno no participó activamente de las contraofensivas militares con las cuales se los expulsó, se opuso a la presencia inglesa en Buenos Aires y durante la misma escribió un diario en donde tomaba nota de todos los acontecimientos que sucedían. Su propósito era que sus compatriotas conocieran en el futuro por qué circunstancias tal acontecimiento había tenido lugar. Moreno afirmaba lo siguiente:

«Yo he visto llorar muchos hombres por la infamia con que se les entregaba; y yo mismo he llorado más que otro alguno, cuando a las tres de la tarde del 27 de junio de 1806, vi entrar a 1560 hombres ingleses, que apoderados de mi Patria se alojaron en el fuerte y demás cuarteles de la ciudad».

El 9 de marzo de 1807, al mes de la ocupación inglesa de Montevideo, se editó en esa ciudad un Prospectus que anunciaba la próxima aparición de un periódico. El primer número de The Southern Star, Estrella del Sur apareció el 23 de mayo de 1807. Se trataba de un periódico semanal en 4 columnas por plana, apareadas las partes bilingües castellano-inglés, con 4 páginas, que salía los sábados. Su editorial contenía propaganda política a favor de los ingleses con críticas a las instituciones españolas: Vg. comparaba las ventajas de ser súbdito de una monarquía limitada con la falta de libertad de ser súbdito de un monarca absolutista. Ídem de gozar de un sistema de libre comercio versus la limitación de un comercio monopolista. El resto eran ofertas comerciales, pedidos de personal bilingüe, listas de barcos que entraban y salían del puerto, noticias europeas y crítica literaria o artística.
La reacción de la Audiencia de Buenos Aires fue prohibir la introducción, lectura pública o privada, retención, etc. del semanario. Además, de manera confidencial, encargó a Moreno que refutara el contenido político del mismo. El historiador Ravignani comentó las "serias dificultades" que tuvo Moreno para cumplir el encargo sin aclarar cuáles eran esas "dificultades". De todas maneras Moreno logró convencer a los miembros de la audiencia gobernadora que lo mejor era el "silencio y olvido".
El semanario tuvo varios redactores: el teniente coronel Thomas Bradford, Edward Butler, William Scollay, todos con el seudónimo "Veritas". Como traductor colaboró el cochabambino Manuel Aniceto Padilla. Según Ángel J. Carranza, también lo hizo el presbítero Juan Francisco Martínez. No es fácil evaluar el impacto que tuvo como elemento de propaganda debido a factores adversos: la escasa alfabetización, la diferente lengua, cultura, religión y calificación de "invasores" de los responsables y el corto tiempo de su aparición. Se publicaron solo siete números, el último el 7 de junio de 1807 y el día 11, en una hoja suelta, se comunicó la suspensión debido al fracaso militar del general Whitelocke en Buenos Aires. La imprenta, maquinaria y equipamiento, se compró a los ingleses en 3190 o 5000 pesos y se la trasladó a Buenos Aires reforzando la que existía en la Real Imprenta de Niños Expósitos.

## Primeras actuaciones públicas
Una de las primeras causas con resonancia política para Moreno fue la actuación como defensor del clero contra los excesos del obispo de Buenos Aires, Benito Lué y Riega.
El caso le fue encomendado por su antiguo profesor en el Real Colegio de San Carlos, el doctor Melchor Fernández, que acusó al obispo de no cumplir con las reglas canónicas, presionar a los tribunales civiles contra el clero —incluso quitándoles propiedades— o manejar a la Iglesia según su particular interés, con vejámenes y arbitrariedades. La causa produjo gran resonancia en Buenos Aires por la importancia social y política del obispo. En particular porque un tribunal civil, mediante un recurso "de fuerza", evaluaba medidas que debían tomarse en un tribunal eclesiástico. El 20 de noviembre de 1805, Moreno presentó su alegato final; al terminar, volvió rápidamente a su casa para acompañar a su padre, que agonizaba, en sus momentos finales. La defensa hecha por Moreno, su discurso y los argumentos utilizados humillaron al obispo, que fue encontrado culpable; desde entonces, el obispo lo consideró su enemigo. Esta causa fue también el inicio de su prestigio como abogado.
El 13 de febrero de 1806 se produjo el nombramiento de Moreno en el cargo vacante de relator sustituto de la Real Audiencia de Buenos Aires, un cargo sin importancia económica pero que otorgaba prestigio y honores, y que no impedía que siguiera desempeñando su oficio de abogado. A partir del 14 de agosto, fecha de la deposición del virrey Rafael de Sobremonte, el Regente de la Real Audiencia, Lucas Muñoz y Cubero, tuvo que desempeñar funciones adicionales, ya que la Audiencia se hizo cargo del gobierno del virreinato. Muñoz y Cubero delegó parte importante de sus funciones en Moreno, quien se desempeñó así en delicados asuntos de estado.
Tras la expulsión de la primera invasión inglesa, Montevideo reclamó a la corona el título distintivo de "Muy Fiel y Reconquistadora". A su vez, el cabildo de Buenos Aires, teniendo en cuenta su importante desempeño en la derrota inglesa de 1807, encargó a Moreno que, en su calidad de asesor del Cabildo, solicitara al Rey el título de "Defensor de la América del Sur y Protector de los Cabildos del Virreinato del Río de la Plata". El texto que Moreno envió en diciembre de 1807 expresaba la queja del cabildo respecto de los gobernadores y "subdelegados" en general que "humillan y desprecian a los cabildos", y que era "raro" encontrar un funcionario de ese nivel que para demostrar su autoridad no "desdeñara" o "despreciara" la autoridad de los capitulares. El cabildo buscó así reforzar su autoridad sobre la burocracia virreinal.
El 1 de enero de 1809 Moreno redactó la fundamentación del rechazo del Cabildo de Buenos Aires al nombramiento como alférez real del joven Bernardino Rivadavia. Este hecho inició la Asonada de Álzaga, en la que el alcalde Martín de Álzaga pretendió reemplazar al virrey Santiago de Liniers por una junta de gobierno, en la cual Moreno hubiera sido secretario. Fueron derrotados por la enérgica reacción del coronel Cornelio Saavedra, al mando del Regimiento de Patricios. Moreno fue el abogado defensor de Álzaga en el juicio que se le siguió, caratulado como juicio por independencia.
Al llegar a Buenos Aires el nuevo virrey, Baltasar Hidalgo de Cisneros, los arrestados por dicho alzamiento fueron liberados en virtud de un informe favorable redactado por Moreno y el síndico Julián de Leyva. Moreno fue ascendido a relator de la Real Audiencia de Buenos Aires.

## La Representación de los Hacendados
En julio de 1809, Cisneros llegó al puerto de Montevideo para hacerse cargo del virreinato en reemplazo de Liniers. Lo hizo prácticamente escoltado por buques ingleses cargados de mercaderías que se dirigían al Río de la Plata por estar saturado el mercado de Río de Janeiro. Venían al amparo de un artículo anexo al tratado Apodaca-Canning de paz, amistad y alianza entre España e Inglaterra, firmado en Londres el 14 de enero de 1809. Esta addenda estableció que, hasta tanto se acordara un tratado de comercio "con cuidado y reflexión", las partes podían otorgarse mutuamente facilidades para comerciar por medio de "reglamentos provisionales y temporales".

Ya a mediados de 1809, Liniers había pensado autorizar el comercio con los ingleses y portugueses. Esto motivó a Manuel Belgrano a que la Memoria anual del Consulado tratara precisamente sobre el libre comercio. La misma fue leída el 16 de junio y enviada posteriormente al virrey. Según Kossok, la nueva postura de Belgrano con relación al libre comercio "llevó a un injusto olvido" su posición anterior, que era fomentar actividades con valor agregado. En el caso de los cueros en estado natural, uno de los principales productos de exportación, implicaba la instalación de curtiembres que, adicionalmente, evitaría las pérdidas que originaban las polillas.

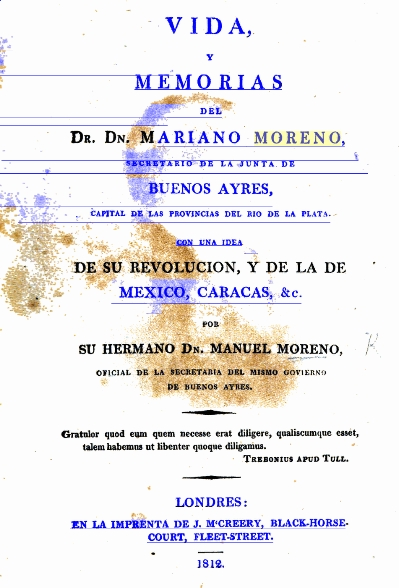
Carátula libro Vida y Memorias del Dr. Mariano Moreno, secretario de la Junta de Buenos Aires, capital de las Provincias del Río de la Plata, Londres, 1812.

La asunción de Cisneros despejó los temores de los comerciantes partidarios del monopolio golpeados por los sucesos políticos del 1° de enero de 1809. Uno de ellos, Jaime Alsina y Verjés, el antiguo apoderado del comercio porteño, comentó que "si [Cisneros] hubiese tardado 15 o 30 días se verían tal vez hoy muchísimos sin cabeza y saqueadas sus casas, o mejor diré que habrían corrido arroyos de sangre por estas calles".
El 16 de agosto de 1809, dos comerciantes ingleses, John Dillon y John Thwaites, solicitaron a Cisneros permiso para descargar sus mercaderías en el puerto de Buenos Aires. Pese al anexo del tratado Apodaca-Canning, Cisneros actuó con mucha prudencia y consultó primero con todas las instituciones en un tema que afectaba fuertes intereses entre los distintos grupos de comerciantes y productores locales.
Estos conflictos, que tenían larga data en el Consulado de Buenos Aires, eran un reflejo de lo que también ocurría en Europa, España y Cádiz en relación con el comercio libre con los ingleses. La consulta que Cisneros realizó al Consulado motivó que, en la reunión del 4 de septiembre, se volviera a leer la Memoria que había escrito Belgrano tres meses antes. El núcleo duro de los comerciantes ligados al monopolio de Cádiz no pudo impedir que el Consulado aprobara la solicitud del virrey, corroborándose así que no siempre las representaciones de una institución equivalen a lo que desea la mayoría o el conjunto de sus asociados.
En un último intento, los que se oponían al comercio con los ingleses designaron a Miguel Fernández de Agüero, para que revisara el expediente y pudiera así presentar su Representación del Real Consulado Universidad de Cargadores á Indias de Cádiz al virrey Cisneros. Los principales argumentos de Fernández de Agüero en contra del comercio con los ingleses fueron:
1. La ruina total que produciría en el comercio de Cádiz y en la flota mercante española;
2. Que en pocos años los vínculos comerciales con la península española desaparecerían y que lo mismo pasaría con los vínculos políticos;
3. Que entraría en crisis toda producción local que tuviera que competir con los productos ingleses, por ejemplo, el tucuyo o tela burda de algodón. Se acentuaría así la miseria del interior y el odio contra Buenos Aires.[17]

Fernández de Agüero propuso que para superar la crisis económica del erario público, motivo principal que impulsaba la apertura del comercio con los ingleses, se debía aumentar los impuestos a la circulación de productos y gravar a los propietarios de campos y comerciantes de frutos del país.

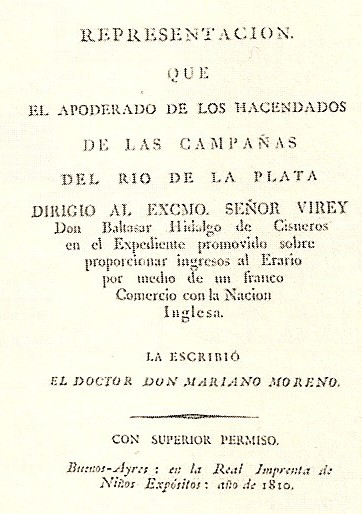
Portada de La Representación de los Hacendados

Aunque difícilmente estas propuestas fueran a impedir la aprobación del comercio provisional con los ingleses, los hacendados nombraron como su apoderado al doctor Moreno para que rebatiera la posición de Fernández Agüero.
Moreno efectuó la Representación de los Hacendados de las campañas del Río de la Plata ante el virrey. Limitado por esta directiva, defendió el derecho de sus representados a vender, especialmente cueros, a precios más altos, impulsados por la mayor demanda inglesa e indirectamente obtener mayores beneficios por la caída de los precios internos de los productos ingleses importados.
Los argumentos económicos de Moreno sobre la libertad de comercio coincidían en gran medida con los que había expuesto Belgrano en su Memoria pues ambos se basaban en los mismos teóricos de la fisiocracia: Adam Smith, François Quesnay, Nicolás de Condorcet y Gaetano Filangieri. Estos autores eran conocidos en Buenos Aires a través de los propios economistas españoles que criticaban el sistema económico y financiero vigente y que citaban como ejemplo el comercio de Cádiz con las colonias americanas. También Belgrano había publicado en 1796 una traducción del francés de los Principios de la ciencia económica-política, de autoría incierta, que lo dedicó al virrey Melo de Portugal. Ya en el debate sobre comercio extranjero realizado en el Consulado en 1797, uno de sus miembros, Francisco Antonio de Escalada, citó a favor de su posición a Adam Smith "cuyo compendio por el famoso Condorcet tenemos traducido".
El 6 de noviembre de 1809, en la tercera junta consultiva a la cual asistieron el virrey, miembros de la Real Audiencia, del Cabildo, Consulado, Real Hacienda, el jefe del regimiento de Patricios, representantes del comercio y Juan José Castelli y Miguel de Azcuénaga en representación de los hacendados, se aprobó el comercio provisional con los ingleses. Sin embargo, Cisneros estableció algunas limitaciones:
1. Fijó aranceles más altos a las mercaderías inglesas.
2. Determinó que en el retorno los buques debían contener 2/3 de frutos del país (cueros, sebos, etc.) y el resto metálico.
3. Para evitar la posibilidad de contrabando, los barcos tendrían un plazo corto para descargar, cargar e irse del puerto. De hecho, de los 17 barcos que esperaban la aprobación para descargar, solo la mitad había pedido autorización para hacerlo.
4. Las mercaderías extranjeras debían venir consignadas a nombre de comerciantes locales, lo que implicaba su participación en la operación.

Los comerciantes ingleses protestaron diciendo que la exigencia de que el retorno sea equivalente al 2/3 de la mercadería descargada implicaría traer 11 naves en lastre por cada nave con mercaderías debido a la relación 12 a 1 del valor por tonelada de la mercadería inglesa sobre el valor por tonelada de los frutos del país. Algunas de estas medidas fueron eliminadas rápidamente luego del 25 de mayo de 1810. El 5 de junio la limitación en la salida de metálico o numerario amonedado fue reemplazada por el pago de un arancel del 7,5% sobre su valor.

## La Revolución de Mayo

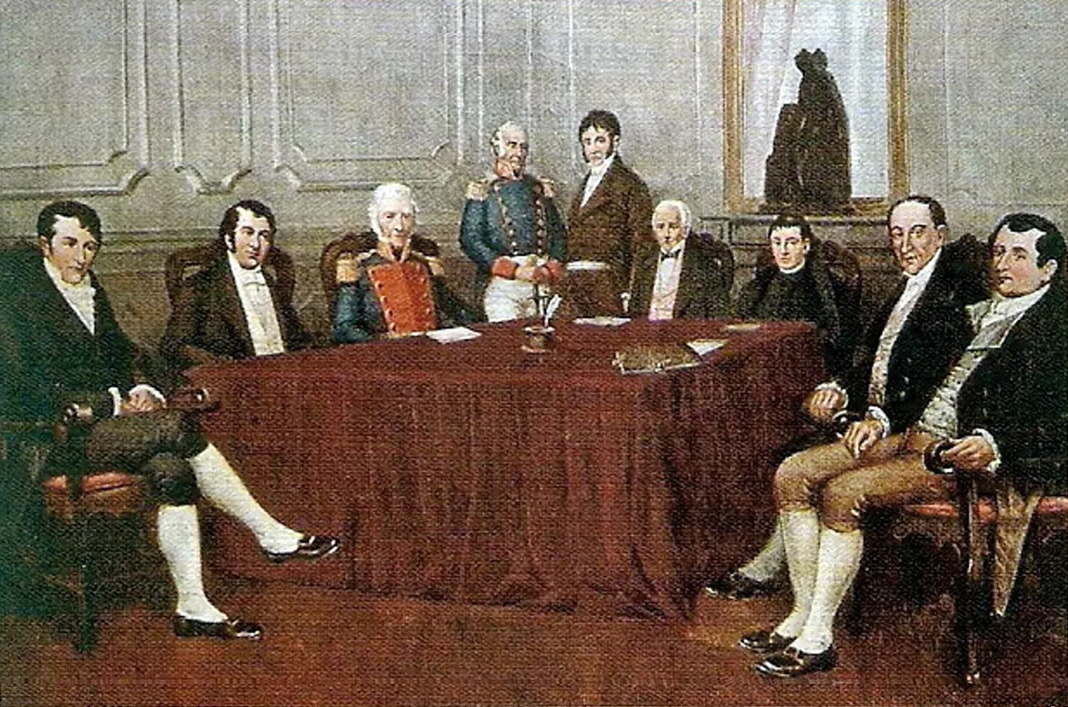
Cuadro pintado por Francisco Fortuny por encargo, indicación y supervisión de Adolfo Carranza con motivo del festejo del Centenario de la Revolución de Mayo. De izquierda a derecha: Belgrano, Castelli, Saavedra, Azcuénaga, Larrea, Matheu, Alberti, Paso y Moreno

Durante los acontecimientos previos a la Revolución de Mayo, Moreno se mantuvo alejado de los grupos políticamente más activos: participó del cabildo abierto del 22 de mayo de 1810, pero se retiró poco después de emitir su voto.
En los días siguientes, también participó muy poco de las reuniones de los revolucionarios —aunque sí participó de una reunión clave en casa de Nicolás Rodríguez Peña, de la que se retiró junto a Feliciano Chiclana y Matías Irigoyen— ni de las manifestaciones del 25 de mayo. Ni tampoco tomó parte, al menos públicamente, de la formación de la lista de lo que sería la Primera Junta.
El núcleo revolucionario rechazaba de plano que el virrey Cisneros participara en un gobierno patrio. Luego de que la lista de integrantes de la nueva Junta fuera aclamada por todos, se redactó un documento al que llamaron la "Representación", en el que se instaba al Cabildo a que cumpliera con la voluntad popular. La noche del 24 de mayo un grupo de patriotas había salido a recorrer las estrechas calles de la Buenos Aires colonial para conseguir que la mayor cantidad posible de vecinos estampara su firma en el documento que fue presentado en el cabildo el día siguiente. Por fin, frente a la presión del núcleo revolucionario y del pueblo, Cisneros renunció. Al Cabildo no le quedaba otra opción que aceptar la lista de la nueva Junta de Gobierno. Aquel 25 de mayo de 1810, Moreno ya sabía que el nuevo gobierno se vería sujeto, no sólo a presiones externas, sino también a enconadas pujas internas.

"Es preciso, pues, emprender un nuevo camino en que lejos de hallarse alguna senda será necesario practicarla por entre los obstáculos que el despotismo, la venalidad y las preocupaciones han amontonado después de siglos ante los progresos de la felicidad de este continente. Después que la nueva autoridad haya escapado a los ataques a que se verá expuesta por sólo la calidad de ser nueva, tendrá que sufrir los de las pasiones, intereses e inconstancia de los mismos que ahora fomentan la reforma. Un hombre justo que esté al frente del gobierno será tal vez la víctima de la ignorancia y de la emulación".
Mariano Moreno, citado por su hermano Manuel Moreno en (Moreno, 1812, p. 213-214)

## La Primera Junta
La Primera Junta de Gobierno surgida el 25 de mayo de 1810 estaba formada por tres partidarios de Martín de Álzaga: Domingo Matheu, Juan Larrea y el secretario Mariano Moreno; tres miembros del grupo de Manuel Belgrano: este mismo, Juan José Castelli y el secretario Juan José Paso; y tres moderados: el presidente Cornelio Saavedra, Miguel de Azcuénaga y Manuel Alberti.

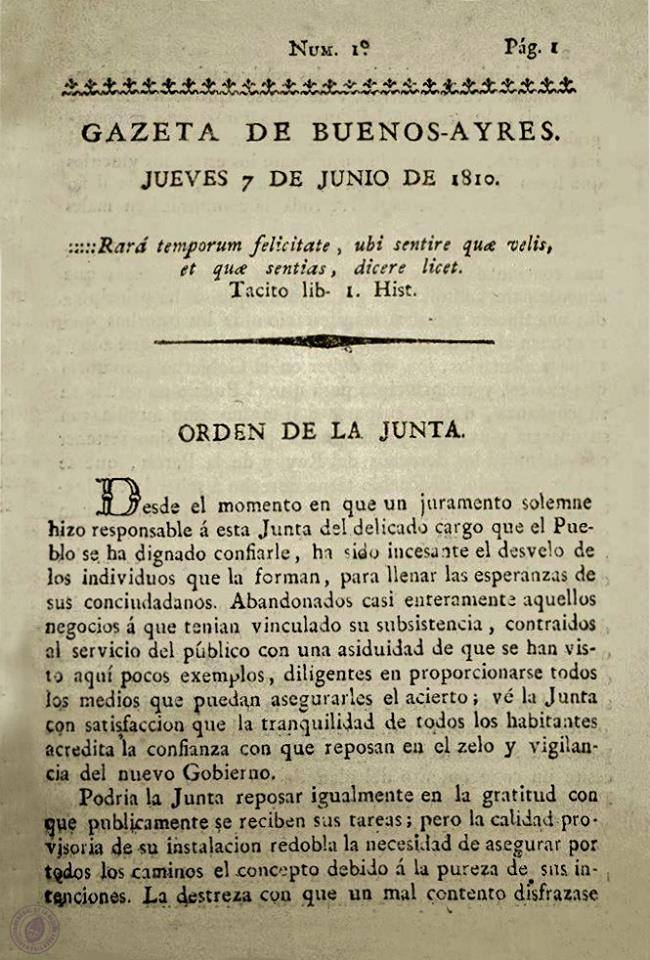
La Gazeta de Buenos Ayres

Moreno fue el autor de la proclama del día 28 de mayo, por la que la Primera Junta anunciaba su instalación a los pueblos del interior y a los gobiernos del mundo, y convocaba a los representantes de las demás ciudades a incorporarse a la misma.
En sólo siete meses, su nombre quedó unido a una larga lista de realizaciones revolucionarias: estableció una oficina de censos y planificó la formación de una Biblioteca Pública Nacional; reabrió los puertos de Maldonado (Uruguay), Ensenada y Carmen de Patagones; mediante varios decretos, liberó de las antiguas restricciones el comercio y las explotaciones mineras. Intentó regular el ejercicio del patronato sobre la Iglesia, estableció las ordenanzas militares para los oficiales y cadetes, creó nuevas compañías de voluntarios y organizó la policía municipal.
Fundó y dirigió la Gazeta de Buenos Ayres, el periódico oficial, desde el cual difundió sus ideas. Casi todas las semanas publicaba largas y detalladas notas de gobierno que, reunidas, llenan cientos de páginas. Publicó un decreto de libertad de prensa, según el cual se podía publicar por la prensa cualquier cosa que no ofendiera la moral pública, ni atacara a la Revolución ni al gobierno.
La política económica de la Junta fue librecambista por tres razones: se necesitaba con urgencia una cierta apertura comercial, la apertura traería un aumento de ingresos públicos -ya que la aduana era la principal fuente con que se contaba- y también se necesitaba algún aliado frente a España, y el más poderoso era Inglaterra. Sin embargo, en una nota de La Gaceta, escribía:

"El extranjero no viene a nuestro país a trabajar en nuestro bien, sino a sacar cuantas ventajas pueda proporcionarse. Recibámoslo en buena hora, aprendamos las mejoras de su civilización, aceptemos las obras de su industria y franqueémosle los frutos que la naturaleza nos reparte a manos llenas. Pero miremos sus consejos con la mayor reserva, y no incurramos en el error de aquellos pueblos inocentes, que se dejaron envolver en cadenas en medio del embelesamiento que les habían producido los chiches y abalorios...".[cita requerida]

### Reacciones contra los movimientos realistas
Con el fin de restar influencias y poder al antiguo régimen, la Primera Junta ordenó el destierro tanto del exvirrey Baltasar Hidalgo de Cisneros, como de todos los miembros de la Real Audiencia de Buenos Aires. Tiempo después, nombró una nueva Audiencia, compuesta por criollos leales a la revolución.
Al saberse de la Contrarrevolución de Córdoba, dirigida por el gobernador Juan Gutiérrez de la Concha y el exvirrey Santiago de Liniers, la Primera Junta organizó un ejército al mando del jefe del regimiento de Arribeños, Francisco Ortiz de Ocampo. Este llevaba la orden de fusilar a los líderes contrarrevolucionarios en el momento de ser capturados, decisión que había sido tomada por la Primera Junta en pleno, exceptuando a Manuel Alberti, que se excusó por su carácter eclesiástico.
Ocampo derrotó a las fuerzas sublevadas y, a pedido de los habitantes de Córdoba, los envió prisioneros a Buenos Aires en lugar de ejecutarlos. La Junta se alarmó, ya que se temía que si Liniers llegaba a Buenos Aires podría ser liberado debido a su popularidad, y volviera a tomar las armas en su contra. La respuesta de Moreno fue enviar a Castelli, Nicolás Rodríguez Peña y Domingo French a interceptar el traslado de los prisioneros y fusilarlos en el acto. Moreno le ordenó a Castelli lo siguiente:

"Vaya usted y espero que no incursione en la misma debilidad que nuestro general; si todavía no se cumple la determinación tomada, irá el vocal Larrea, a quien pienso no faltará resolución, y por último iré yo mismo si fuese necesario (...)".[cita requerida]

Los prisioneros fueron fusilados, con excepción del obispo Rodrigo de Orellana, por respeto a su investidura religiosa.
Su gestión ayudó al Ejército Auxiliar, al mando de Ocampo y Castelli, a transformarse en el Ejército del Norte, con el cual se lanzó la primera expedición auxiliadora al Alto Perú. Y también fue enviada la Expedición de Belgrano al Paraguay; ambas fracasaron algún tiempo más tarde, y la guerra de la Independencia Argentina se prolongó por quince años.

### Plan de operaciones
El llamado Plan de operaciones, cuya autoría se atribuyó equivocadamente a Moreno, es un extenso documento que fue hallado por Eduardo Madero en el Archivo de Indias, entre los años 1886 y 1887. Consta de un exordio y nueve artículos, y contiene instrucciones de política exterior e interior, medidas militares, económicas y métodos para alcanzar objetivos tácticos y estratégicos. Tiene un apéndice, que contiene cinco actas en las que constan los pasos previos que dio la Junta de Buenos Aires para la elaboración del Plan, a pocos meses de su constitución.
En 1896, Norberto Piñero publicó en Buenos Aires la versión completa que, por su total novedad, produjo un gran impacto en los ámbitos intelectuales. Inmediatamente surgieron conflictos entre los que lo consideraron verdadero,  adjudicando su autoría a Moreno, y los que lo consideraron falso y contrario al ideario de la Revolución de Mayo y de Moreno.
El debate continuó hasta comienzos del siglo XXI, periodo en el que se agregaron nuevos documentos y análisis a favor o en contra. Lentamente el debate languideció. Al final se terminó aceptando que en general, salvo algunas interpolaciones, el documento era verdadero y que Moreno era su autor. En 1952, el historiador Enrique Ruiz Guiñazú afirmó categóricamente:

La historicidad y autenticidad del Plan de Moreno, no puede ni debe ser negada" en (Guiñazú, 1952, p. 186)

Sin embargo, un nuevo aporte surgió en 2015: Diego Bauso, siguiendo sutiles rastros y amplia búsqueda en los archivos, demostró en su libro Un plagio bicentenario, que gran parte del Plan contenía largos párrafos y palabras literalmente copiados de una novela histórica francesa publicada en el periodo 1800-1801: El cementerio de la Magdalena de J. B. P. Regnault-Warin.
Este hallazgo fue tan notable y sorprendente como el que había producido la publicación del Plan en 1896. La simple comparación de ambos textos hace difícil que pueda sostenerse que el autor fue Moreno. Tampoco se podrán fundamentar en ese documento:
1. la atribución a Moreno de un determinado modelo de orden político con sus respectivos métodos para lograrlo;
2. la prueba del "jacobinismo" Robesperiano de Moreno, ya sea para ensalzarlo o denigrarlo, ni tampoco sustentar "como algunos pretendieron hasta hoy, una mística revolucionaria";[20]
3. la posibilidad de que la Junta primero, y los partidarios de Moreno después, guiaran su accionar político en forma programática con base en un plan previamente diseñado.[21]

### Moreno y Saavedra

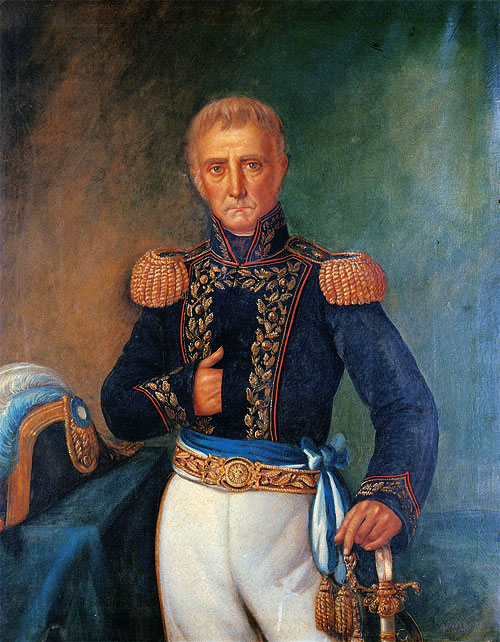
Cornelio Saavedra, presidente de la Primera Junta

Cornelio Saavedra y Mariano Moreno son señalados por los historiadores como los principales exponentes de las corrientes internas de la Primera Junta, diferenciadas en la forma en que interpretaban los acontecimientos de la Revolución de Mayo y cómo dirigir el gobierno patrio.
La visión clásica supone que Moreno aspiraba a generar cambios profundos en la sociedad, mientras que Saavedra buscaba sólo la llegada de los criollos al poder pero manteniendo la continuidad del ordenamiento social del exvirreinato.
Existen otras visiones del conflicto, que suponen desde una cuestión personal o disputa de autoridades entre los dos líderes, hasta la relativamente extemporánea versión de que Saavedra habría encarnado la iniciación de las posturas federales y Moreno las unitarias.

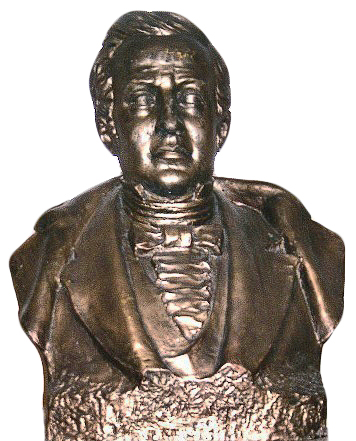
Busto del doctor Mariano Moreno, por Erminio Blotta.

En octubre de 1810 se dictó un reglamento por el cual se creaba un cuerpo de oficiales de carrera y una academia militar y se creaba un nuevo regimiento de milicias, el llamado Regimiento de la Unión o “de la Estrella”, encomendado a los morenistas Domingo French y Antonio Luis Beruti. Todo esto debilitaba a los jefes militares adictos a Saavedra.
La noche del 5 de diciembre de 1810, se celebró un banquete en festejo por la victoria en la batalla de Suipacha. Se dice que acertó a pasar Moreno por la puerta del cuartel y pretendió ingresar al mismo, lo que fue impedido por el centinela, que no lo reconoció. Esa misma noche, el oficial Atanasio Duarte, en estado de ebriedad, ofreció a la esposa de Saavedra una corona de azúcar y brindó por él llamándolo "el primer rey y emperador de América, don Cornelio Saavedra".
Al día siguiente, cuando conoció dichos acontecimientos, Moreno propuso el "Decreto de Supresión de Honores", por el cual se suprimía el ceremonial reservado para el presidente de la Junta y los privilegios heredados del cargo del virrey. Duarte fue desterrado fuera de la ciudad, acto justificado por Moreno afirmando que:

"Un habitante de Buenos Aires ni ebrio ni dormido debe tener expresiones contra la libertad de su país."

El mismo decreto también pretendía limitar la autoridad del presidente en asuntos que hasta entonces le habían sido de su incumbencia exclusiva, ya que ordenaba que cualquier decreto emanado de la Junta debía llevar la firma de al menos cuatro de sus miembros "con la del respectivo secretario", lo cual asignaba al propio Moreno la capacidad de veto en cualquier asunto de gobierno o de índole militar que pasara por su Secretaría. Si es verdad, como pretenden algunos historiadores, que Moreno pretendía forzar un conflicto con Saavedra, este lo evitó, firmando sin observación alguna el decreto.[cita requerida]
A fines de año, llegaron a la Capital los diputados de los pueblos del interior, convocados por la circular del 27 de mayo. Pero existía un conflicto entre las posibles interpretaciones de esa circular, y no había acuerdo sobre a qué cuerpo debían incorporarse: la tesis defendida por Moreno era que debían reunirse en Congreso. Los diputados, acaudillados por el cordobés Gregorio Funes, deán de la catedral de Córdoba, observaron que eso hubiera sido lo correcto en un principio; pero que, a esa altura de los acontecimientos, una Junta puramente porteña gobernaba sobre todo el país. Moreno contestó que un ejecutivo colegiado tan grande sería inoperante.
Saavedra se unió a los diputados del interior para frenar la influencia de Moreno: el 18 de diciembre ordenó someter a votación la incorporación o no de los diputados a la Junta, en una reunión en que éstos estuvieran presentes. Logró un voto favorable, que llevó a la conformación de la Junta Grande. Moreno, vencido por el voto de la mayoría, presentó su renuncia, que fue rechazada por la Junta. De modo que solicitó y obtuvo una misión ante las cortes del Brasil y Gran Bretaña, para gestionar el apoyo a la independencia.

## Misión diplomática y muerte en alta mar
Oficialmente, Moreno marchaba en misión encomendada por la Junta Grande, pero en la práctica era un exilio de Buenos Aires, donde sus enemigos se habían apoyado en Saavedra y donde había perdido gran parte de su influencia.
La Junta también le ordenó que se presentara ante la corte portuguesa en Río de Janeiro, pero Moreno optó por prescindir de esta parte de la misión y viajó directamente en dirección a Inglaterra.
Moreno falleció en alta mar en la madrugada del 4 de marzo de 1811, a bordo de la fragata inglesa Fame, en el viaje como diplomático hacia Gran Bretaña. Sus últimas palabras, según su hermano Manuel, fueron: "Viva la Patria, aunque yo perezca".
Su cuerpo fue envuelto en una bandera inglesa y arrojado al mar (latitud 28° 27’ S), a unos kilómetros de la costa de Brasil y a 120 km al sur de la Fortaleza São José da Ponta Grossa, de la isla de Santa Catarina, tras unas salvas de fusilería.

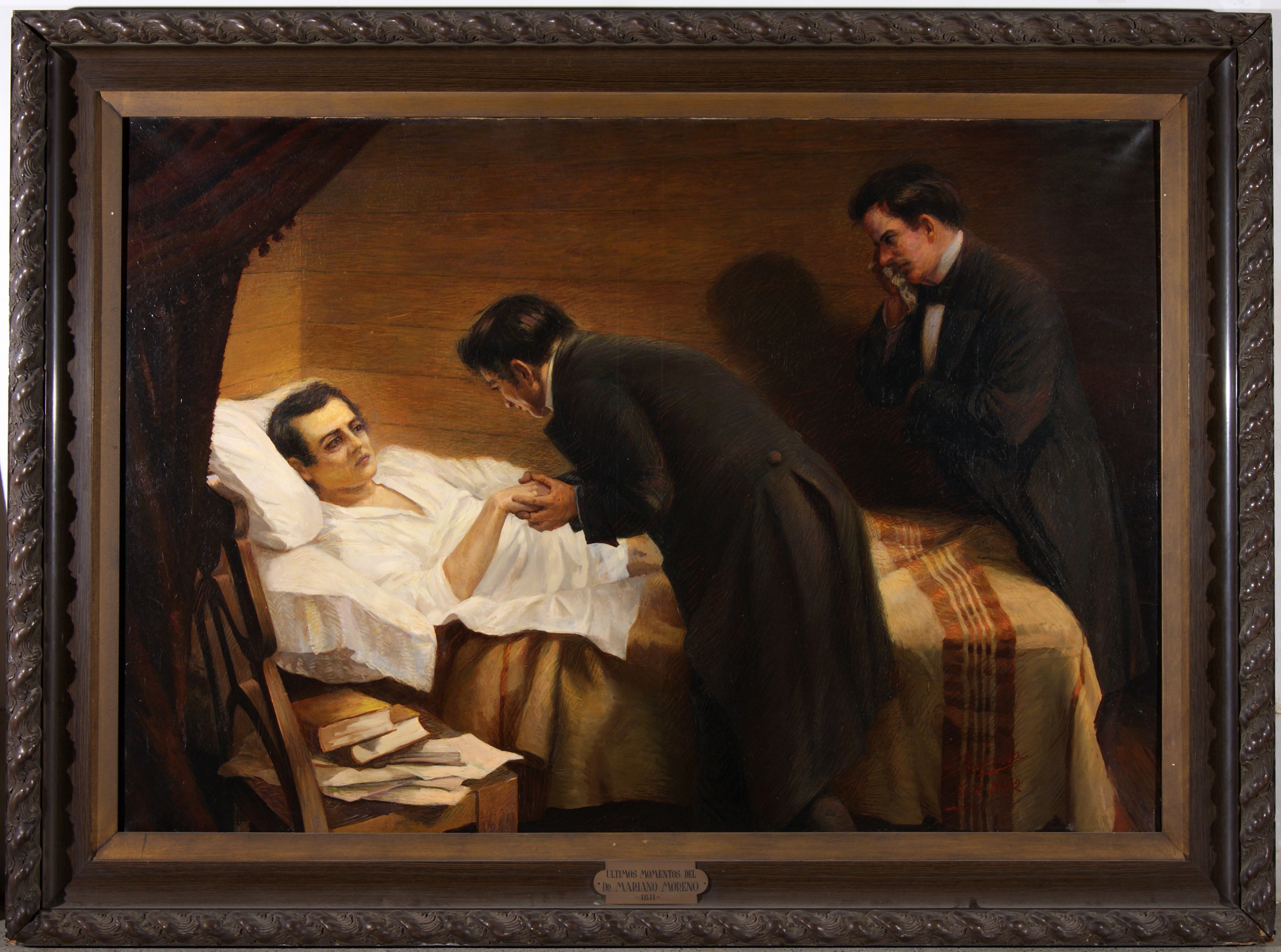
"Últimos momentos del Dr. Mariano Moreno" óleo de Egidio Querciola (1912)

Según el testimonio de su hermano Manuel Moreno y de Tomás Guido, sus secretarios y acompañantes en ese viaje, murió debido a una convulsión producida por una sobredosis de un medicamento administrado por el capitán del buque Walter Bathurst: cuando llegaron al camarote de Moreno, el capitán sostuvo que le había suministrado cuatro gramos de un antiemético de uso habitual en aquella época, elaborado con antimonio y tartarato de potasa, 40 veces aquella dosis que se conoce como mortal. 
Según comentó más adelante Manuel Moreno:

…Si Moreno hubiese sabido que se le daba tal cantidad de esa sustancia, sin duda no la hubiese tomado pues a la vista del estrago que le causó y revelado el hecho, él mismo llegó a decir que su constitución no admitía sino una cuarta parte de gramo y que por tanto, se reportaba muerto. Aún quedó en duda si fue mayor la cantidad de aquella droga u otra sustancia corrosiva, la que le administró, no habiendo las circunstancias permitido la autopsia cadavérica. A ello siguió una terrible convulsión, que apenas le dio tiempo para despedirse de su patria, de su familia y de sus amigos.

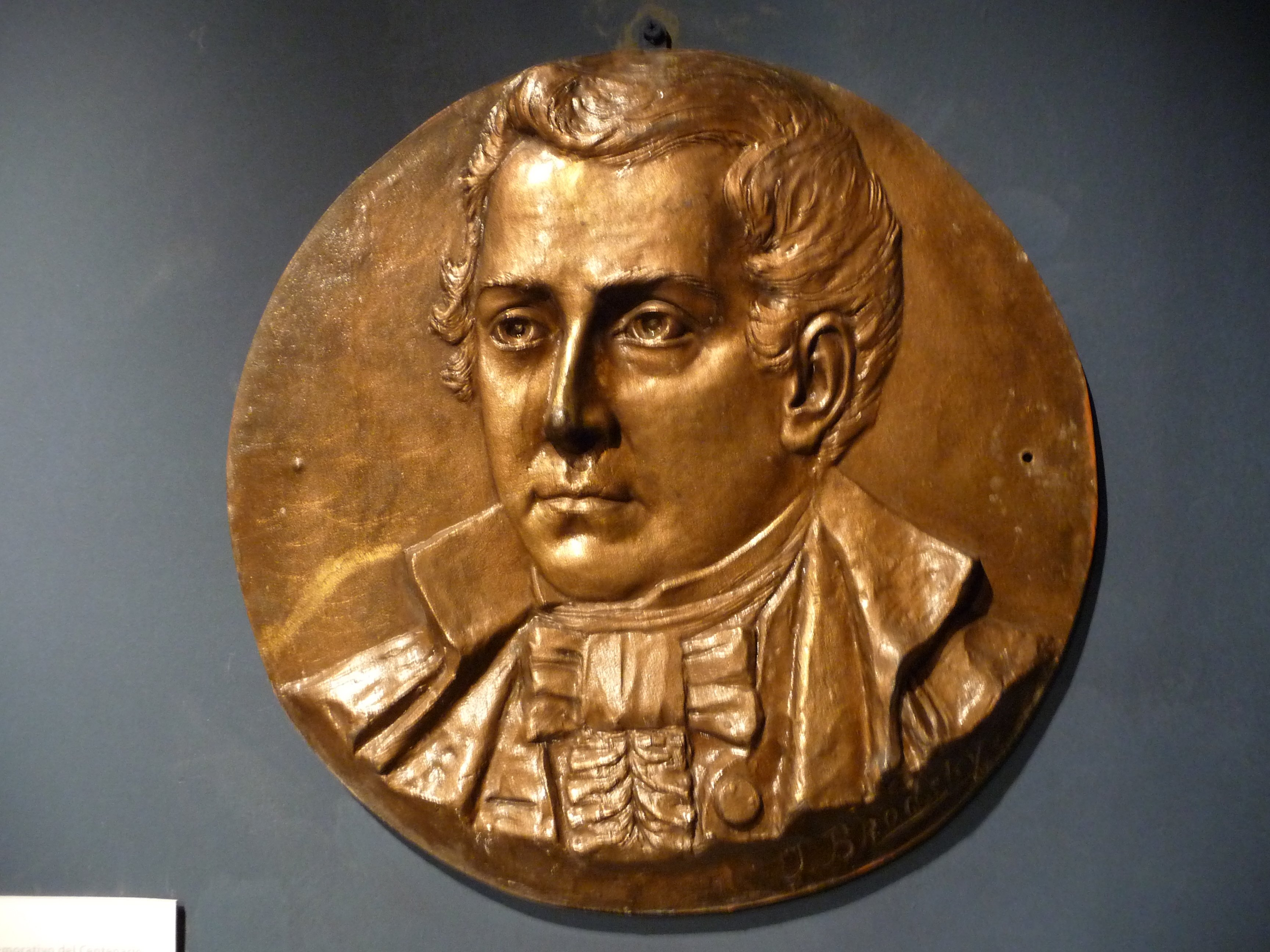
Medallón de Mariano Moreno en el Museo Histórico Nacional

Ambos testigos de la muerte del prócer apuntaron siempre a una única e imprudente dosis del capitán y ni siquiera existe un móvil definido para asesinarlo: para Saavedra, su adversario ya había sido derrotado, y no tenía antecedentes de hacer matar a sus enemigos. Por otro lado, la visión republicana de Moreno favorecía los intereses económicos de Gran Bretaña en el Río de la Plata, por lo que en ese sentido tampoco resulta lógica la implicación de los ingleses en su muerte. Sin embargo el 9 de febrero de 1811 (solo 15 días después de la partida del ex secretario de la Junta de Mayo), el gobierno porteño de Saavedra y Funes había firmado un contrato con David Curtis Deforest, adjudicándole una misión idéntica a la de Moreno para el equipamiento del ejército nacional. En este explicaba que para ejecutar el convenio y certificar los pagos se requería de Moreno, no obstante en el artículo 11 de este documento se aclaraba con una previsión nada frecuente en nuestros gobernantes “que si el señor doctor don Mariano Moreno hubiere fallecido, o por algún accidente imprevisto no se hallare en Inglaterra, deberá entenderse Mr. Curtís con don Aniceto Padilla en los mismos términos que lo habría hecho el doctor Moreno”.

## Valoración histórica

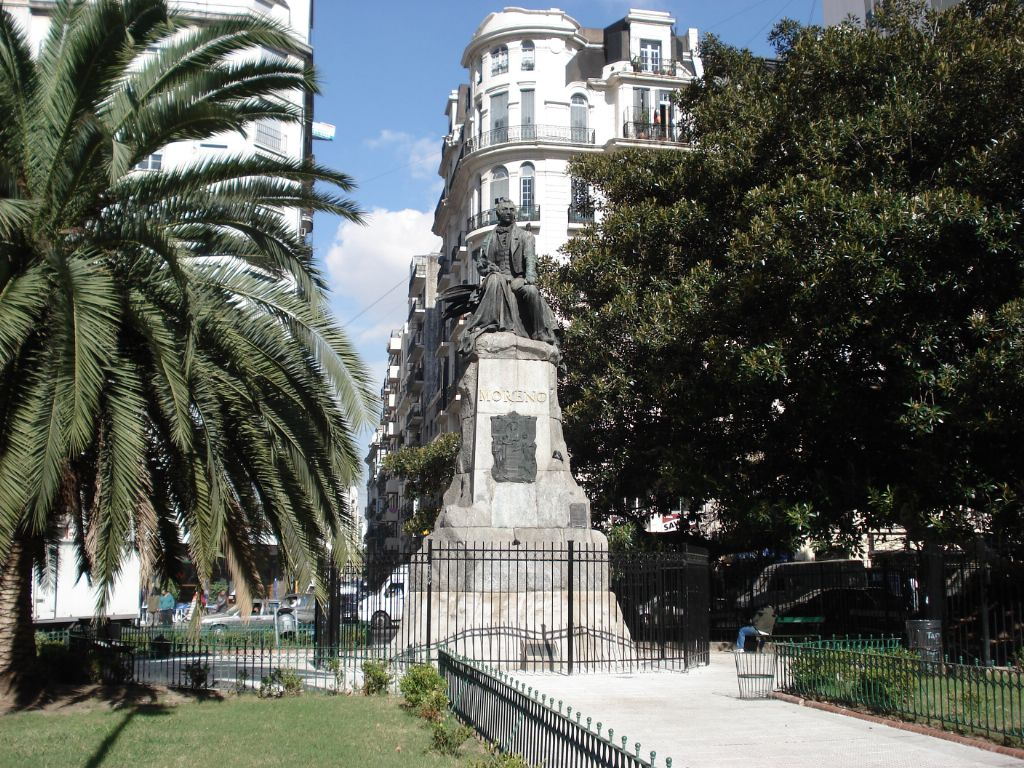
Monumento a Mariano Moreno ubicado en la Plaza Mariano Moreno de Buenos Aires.

Durante más de un siglo, algunos historiadores -como Enrique Ruíz Guiñazú- le adjudicaron la autoría del controvertido Plan de operaciones, pese a las sospechas de su verdadero origen. Finalmente se constató que Moreno no fue su autor y que el documento, en sus partes más relevantes, era la copia de una novela francesa editada a comienzos del siglo XIX.
Desde fines del siglo XIX, los historiadores clásicos elevaron y ensalzaron la figura de Moreno. También eran liberales y casi todos del derecho, y veían en él a un abogado revolucionario, patriota y liberal. Llegaron a afirmar que era el “alma de la Revolución” y acusaron a Saavedra de contrarrevolucionario por oponérsele.
Un ejemplo de esta tendencia lo fue la obra La Revolución de Mayo y Mariano Moreno de Ricardo Levene. Los biógrafos lo describieron como a un estadista sereno, un economista noble, un demócrata decidido y un gran líder. Para estos historiadores, Moreno podría haber sido un anglófilo, y "La Representation de los Hacendados", la plataforma de gobierno de la Revolución de Mayo.
Para Scalabrini Ortiz:

"Con la caída de Moreno, una ruta histórica se clausura... La Nación debe constituirse entera en la concepción de Moreno... La ruta de perspectivas que abrió la clarividencia de Moreno estaba definitivamente concluída... El presintió una grandeza y una manera de lograrla precaviéndose de la artera logrería de Inglaterra. La otra ruta está encarnada en Rivadavia".

Posteriormente, algunos autores descargaron muchas acusaciones en su contra. La postura más extrema la lidera el conservador Hugo Wast, seudónimo de Gustavo Martínez Zuviría, que en su libro Año X lo considera un jacobino extremista, violento, anticlerical, demagogo, en contraposición con Saavedra:

En el seno de la Junta, Moreno representaba la demagogia liberal contra la tradición católica y democrática que encarnaba Saavedra. Por eso, los modernos demagogos, los masones, los anticatólicos en cualquier partido en que militen (socialistas, comunistas, etc.) descubren en Moreno su primer antepasado en la historia argentina. (Martínez Zuviría, 1970)

[cita requerida] Su posición no ha tenido muchos seguidores.
Por su parte, Federico Ibarguren descalificó los criterios radicales empleados en el Plan de Operaciones, viendo en ello similitudes con el marxismo:

"cincuenta años más tarde, nada menos que Karl Marx escribirá también coincidentemente este pensamiento clave del comunismo actual".

La oposición de Moreno a la incorporación de los diputados del interior es vista por algunos historiadores como uno de los primeros pasos del conflicto entre Buenos Aires y el resto de las provincias, que dominaría la política argentina durante las siguientes décadas; en consecuencia, se lo cataloga como un precursor del Partido Unitario, mientras que otros encuentran en sus frases o acciones una mayor coherencia con el Partido Federal. Sin embargo, los historiadores Norberto Piñero y Paul Groussac coinciden en considerar a dicho debate una extrapolación de contextos futuros a una época en la cual aún no tenían lugar. Piñeiro considera un error catalogar a Moreno como unitario o como federal, afirmando que este priorizaba la organización del Estado por sobre el aspecto secundario del centralismo o federalismo; mientras que Groussac señala en forma similar que Moreno consagraba todas sus energías al problema inmediato de lograr la independencia, sin dar demasiada consideración a los posibles escenarios de largo plazo.

## Aspecto físico

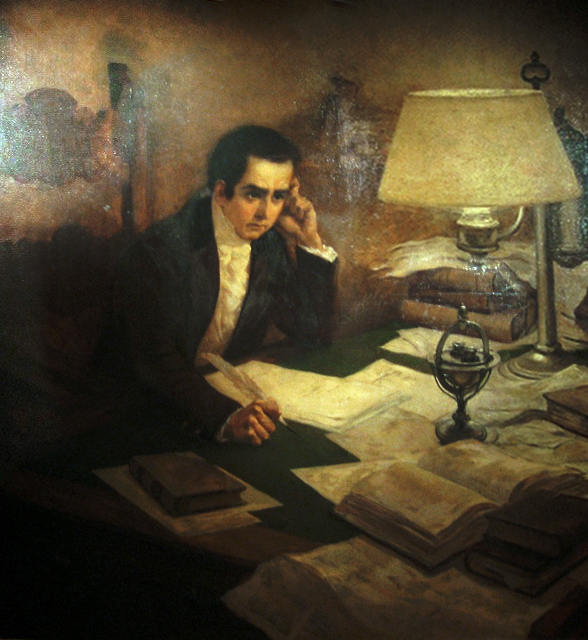
"Mariano Moreno en su mesa de trabajo" óleo de Pedro Subercaseaux

Existe cierta controversia entre los historiadores respecto del aspecto físico de Moreno.
Se cree que el platero cusqueño Juan de Dios Rivera Túpac Amaru pintó dos cuadros de Moreno en 1808 o 1809, en vida del mismo.
En 1910, con motivo del centenario de la Revolución de Mayo, el historiador Adolfo Carranza solicitó al chileno Pedro Subercaseaux Errázuriz la realización de diversos cuadros alegóricos de dicho acontecimiento. Carranza pertenecía a la corriente de historiadores que profesaba una gran admiración por el secretario de la Primera Junta, al cual describía de la siguiente manera:

"Fue el alma del gobierno de la revolución de Mayo, su nervio, el estadista del grupo distinguido que manejando la nave arremetió contra el absolutismo y la duda, ansioso de alcanzar el objetivo de sus anhelos y de su destino. Moreno fue la brújula y el que asió el timón también, como que era el más fuerte y el más capaz de los que iban á dirigirla."

 En consecuencia, solicitó un cuadro en el cual el aspecto de Moreno fuera coherente con la imagen que se transmitía de él. Interpretaciones posteriores de Moreno, como la de Antonio Estrada, tomaron como imagen canónica la realizada por Subercaseaux y no la de Rivera.
Es posible que Pedro Subercaseaux Errázuriz se inspirase en un grabado realizado por la mano de su propio hermano Manuel Moreno publicado en las primeras páginas de su libro  Vida y memorias de Mariano Moreno en donde la imagen dibujada por Manuel de su hermano es muy similar a la que luego pintara el chileno Pedro Subercaseaux Errázuriz y fue por ello que fue siempre la más aceptada como la imagen oficial dado que provenía de la creación de la mano de su propio hermano.[cita requerida]